# Достык (Северо-Казахстанская область)
Достык (каз. Достық, до 2018 г. — Хлеборобное) — село в районе Магжана Жумабаева Северо-Казахстанской области Казахстана. Входит в состав Авангардского сельского округа. Код КАТО — 593633200.

## Население
В 1999 году население села составляло 583 человека (274 мужчины и 309 женщин). По данным переписи 2009 года, в селе проживало 356 человек (180 мужчин и 176 женщин).